# Faraglioni Dva Brata
I faraglioni Dva Brata (in russo Острова Два Брата? "due fratelli"; chiamati anche Два Пальца, "due dita") sono due isolotti rocciosi russi del mar del Giappone, nell'Estremo Oriente russo. Appartengono amministrativamente al distretto urbano della città di Dal'negorsk, Territorio del Litorale. I faraglioni sono il simbolo della regione e sono conosciuti anche per essere stati impressi sulle banconote da 1000 rubli del 1995.

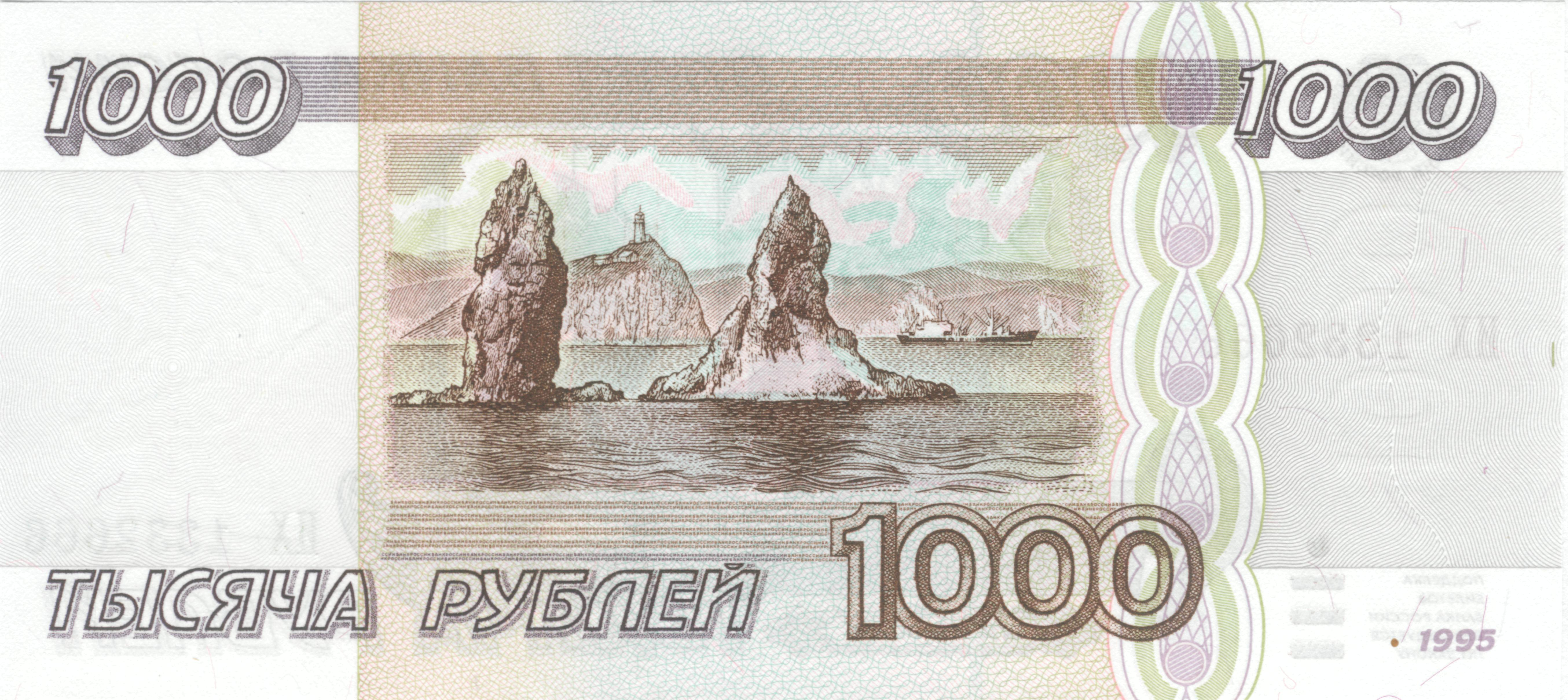
La banconota da 1000 rubli

## Geografia
I faraglioni si trovano a soli 130 m dalla terraferma e 3,7 km a sud del golfo della Rudnaja (бухта Рудная) dove si trova il villaggio Rudnaja Pristan' (Рудная Пристань). Il più grande ha un'altezza di 23,2 m, l'altro di 15 m. I faraglioni sono collegati alla costa da scogli e rocce a fior d'acqua.